# Mainstream
Mainstream (ang. „główny nurt”) – nurt myślowy bądź stylistyczny reprezentowany przez większość artystów, twórców lub innych ludzi zaangażowanych w daną dziedzinę. Mainstream może odnosić się do:
- czegoś, co jest aktualnie typowe i często spotykane
- czegoś, co jest dostępne dla szerokiego grona ludzi, promowane w środkach masowego przekazu
- czegoś, co jest zrozumiałe i akceptowane masowo

Na płaszczyźnie kulturowej mainstream jest utożsamiany z popkulturą. W opozycji do mainstreamu stoją subkultury, kontrkultury, underground i wszelkiego rodzaju myślenie i twórczość niszowa, która nie ma takiej popularności i tylu zwolenników co mainstream.

## Mainstream w filmie
Filmy mainstreamowe to takie, które posiadają wysoki budżet, są szeroko promowane i zdobywają popularność, np. filmy produkowane przez wytwórnie filmowe z Hollywood. W opozycji do kina mainstreamowego stoi kino niezależne.

## Mainstream w muzyce
Muzyka mainstreamowa to przede wszystkim muzyka popularna i inne gatunki muzyczne, które są promowane przez media i wydawane przez największe wytwórnie płytowe.

### Jazz
W jazzie mainstream to rodzaj muzyki, który wywodzi się z unowocześnionej tradycji swingu oraz bebopu. Określenie to obejmuje przede wszystkim klasyczny jazz współczesny, który jest osadzony w określonej tradycji. W mainstreamie nie istnieją żadne eksperymenty ani mutacje stylistyczne.